# Mis'ka Rada di Kiev
La Mis'ka Rada di Kiev (in ucraino Київська міська рада?, Kyïvs'ka mis'ka rada; lett. "Consiglio Cittadino di Kiev") è il parlamento unicamerale della capitale dell'Ucraina, Kiev, attualmente presieduto da Volodymyr Bondarenko (UDAR).

## Risultati elettorali
| Liste                                       | Voti    | %     | Seggi    |
| ------------------------------------------- | ------- | ----- | -------- |
| Solidarietà Europea                         | 141.978 | 20,52 | 31 / 120 |
| Alleanza Democratica Ucraina per la Riforma | 138.239 | 19,98 | 30 / 120 |
| Unità di Oleksandr Omelčenko                | 60.496  | 8,74  | 14 / 120 |
| Piattaforma di Opposizione - Per la Vita    | 54.025  | 7,81  | 12 / 120 |
| Servitore del Popolo                        | 52.124  | 7,53  | 12 / 120 |
| Patria                                      | 51.855  | 7,49  | 12 / 120 |
| Holos                                       | 41.327  | 5,97  | 9 / 120  |
| Vittoria di Andrij Pal'čevs'kij             | 31.547  | 4,56  | 0 / 120  |
| Forza e Onore                               | 22.915  | 3,31  | 0 / 120  |
| Svoboda                                     | 21.754  | 3,14  | 0 / 120  |
| Partito di Šarij                            | 18.779  | 2,71  | 0 / 120  |
| Altri                                       | 56.549  | -     | -        |
| Totale                                      | 691.588 |       | 120      |

## Composizione
- Solidarietà Europea - Porošenko Presidente — 31
- Alleanza Democratica Ucraina per la Riforma di Vitalij Klyčko - PUGNO (in ucraino УДАР?) di Kiev — 30
- Unità di Oleksandr Omelčenko — 14
- Servitore del Popolo - Servitore per Kiev — 12
- Patria - Kečerenko Sindaco — 12
- Piattaforma di Opposizione - Per la Vita - Per la Vita di Kiev — 12
- Holos - Voce di Kiev — 9